# 1814 en musique classique
| \| • Retour à la chronologie générale de la musique classique • \| |
| Grèce • Rome • Haut Moyen Âge • VIIIe siècle • IXe siècle • Xe siècle • XIe siècle XIIe siècle • XIIIe siècle • XIVe siècle • XVe siècle • XVIe siècle • XVIIe siècle XVIIIe siècle • XIXe siècle • XXe siècle • XXIe siècle |
| • Retour à la chronologie générale de la musique classique • |

| Années en musique classique : 1811 - 1812 - 1813 - 1814 - 1815 - 1816 - 1817    |
| Décennies en musique classique : 1780 - 1790 - 1800 - 1810 - 1820 - 1830 - 1840 |

Cet article présente les faits marquants de l'année 1814 en musique.

## Événements
- 27 février : création de la symphonie no 8 de Beethoven.
- 11 avril : création du trio no 7 op.97 « l'Archiduc » de Beethoven avec Schuppanzigh au violon, Linke au violoncelle et Beethoven au piano.
- 23 mai : création de la troisième version de Fidelio, opéra de Beethoven.
- 14 août : création à la Scala de Milan d'Il turco in Italia, opéra de Gioachino Rossini.
- 1er décembre : Fondation de la maison d'édition Peters, à Leipzig.
- 26 décembre : création à La Fenice de Venise de Sigismondo, opéra de Gioachino Rossini.

Date indéterminée
- Schubert compose le lied Marguerite au rouet (Gretchen am Spinnrade) D 118 op. 2.

## Prix de Rome
1er Prix : Pierre-Gaspard Roll avec la cantate Atala.

## Naissances

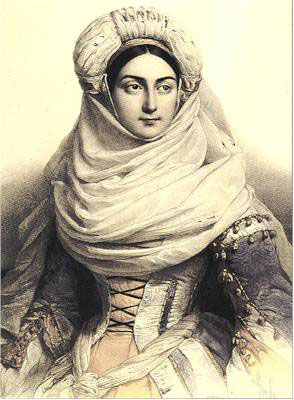
Cornélie Falcon

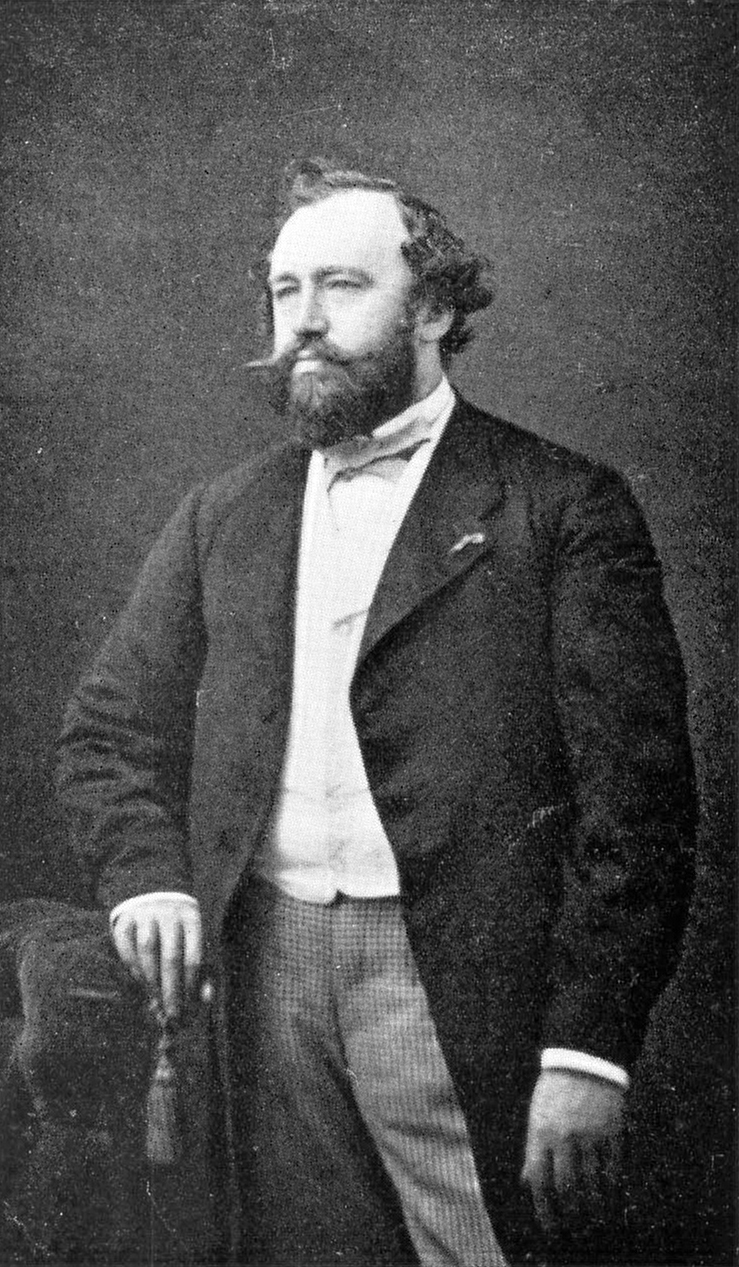
Adolphe Sax

- 21 janvier : Thomas Attwood Walmisley, compositeur et organiste anglais († 17 janvier 1856).
- 28 janvier : Cornélie Falcon, cantatrice française († 25 février 1897).
- 12 février : Pedro Tintorer, pianiste, compositeur et professeur espagnol († 11 mars 1891).
- 21 février : Nicolò Gabrielli, compositeur italien († 14 juin 1891).
- 26 février : Giuseppe Lillo, compositeur italien († 4 février 1863).
- 3 mars : Charles Kensington Salaman, pianiste et compositeur britannique († 23 juin 1901).
- 10 mars : Ernest Bourget, auteur dramatique, parolier et librettiste français († 2 octobre 1864).
- 16 mars : Giulio Alary, compositeur et chef d'orchestre italien († 16 avril 1891).
- 3 avril : Louis Désiré Besozzi, compositeur français († 11 novembre 1879).
- 9 avril : Félix Battanchon, violoncelliste, compositeur et professeur de musique français († 12 juillet 1893).
- 14 avril : Félix Le Couppey, pianiste, compositeur et professeur de musique français († 4 juillet 1887).
- 9 mai : 
  - Adolph von Henselt, pianiste et compositeur allemand († 10 octobre 1889).
  - Alexandre Croisez, harpiste et compositeur français († 26 juillet 1886).
- 10 mai : Stanislas Verroust, hautboïste et compositeur français († 11 avril 1863).
- 22 mai : Armand Limnander de Nieuwenhove, compositeur belge († 15 août 1892).
- 27 mai : Placide-Alexandre-Guillaume Poultier, chanteur dramatique français († 20 mai 1887).
- 2 juillet : Thérèse Wartel, compositrice et pianiste française († 6 novembre 1865).
- 21 août : Augustin Savard, compositeur et pédagogue français († 7 juin 1881).
- 6 novembre : Adolphe Sax, inventeur du saxophone († 7 février 1894).
- 29 décembre : Adolphe-Joseph-Louis Alizard, baryton-basse français († 23 janvier 1850).

Date indéterminée
- Jules Denefve, violoncelliste, compositeur et chef d'orchestre belge († 19 août 1877).
- Adelaide Kemble, cantatrice anglaise († 4 août 1879).
- Maria Shaw, contralto anglaise († 9 septembre 1876).

## Décès

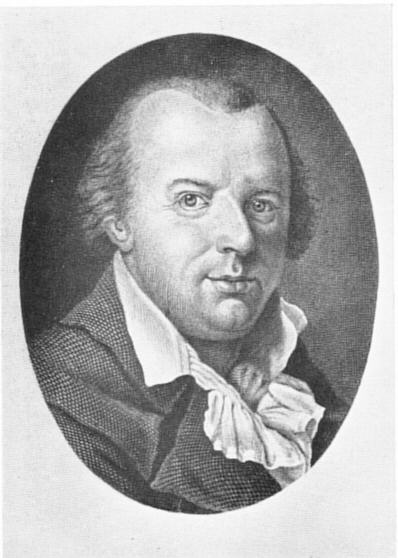
Johann Friedrich Reichardt

- 3 février : Johann Antonín Koželuh, compositeur tchèque (° 14 décembre 1738).
- 12 avril : Charles Burney, musicologue anglais (° 7 avril 1726).
- 6 mai : Georg Joseph Vogler, compositeur, organiste, pédagogue et théoricien allemand (° 15 juin 1749).
- 19 juin : Friedrich Wilhelm Heinrich Benda, compositeur, chambriste allemand (° 15 juillet 1745).
- 27 juin : Johann Friedrich Reichardt, compositeur et critique musical allemand (° 25 novembre 1752).
- 19 août : Angelo Tarchi, compositeur italien d'opéra (° 1760).
- 1er septembre : Erik Tulindberg, compositeur finlandais (° 22 février 1761).
- 10 décembre : José Ángel Lamas, compositeur vénézuélien (° 2 août 1775).
- 26 décembre : Nicolas-François Guillard, librettiste français (° 16 janvier 1752).

Date indéterminée
- Joseph Harris, organiste et compositeur anglais (° 1745).